# Macrocheles novaezelandiae
Macrocheles novaezelandiae är en spindeldjursart som beskrevs av Rowan M. Emberson 1973. Macrocheles novaezelandiae ingår i släktet Macrocheles och familjen Macrochelidae. Inga underarter finns listade i Catalogue of Life.